# Costes del Serrat
Les Costes del Serrat són unes costes del terme municipal de Conca de Dalt, a l'antic terme de Toralla i Serradell, al Pallars Jussà, en territori del poble de Rivert.
Estan situades a llevant de Rivert, al capdamunt del barranc de Vilanova. Són en els contraforts sud-orientals de la Serra de Sant Salvador: el Serrat de Mateu, a llevant de les Costes del Serrat, el Seix de Joanet, al sud-est, i el Serrat de Vilanova, al sud-oest.